# 宁夏广播电视总台经济频道
宁夏经济频道是宁夏广播电视台的一个专业地面频道，定位是以经济为主的半综合频道，面向宁夏全区的电视频道。栏目设置以社会、经济、生活为切入点，报道全区及全国的经济新闻，挖掘、透视生活中的热点问题。经济频道在为观众提供全方位的经济资讯、生活服务的同时，还播出以涉案、都市生活为主的各类题材优秀电视剧，为广大观众所喜爱。

## 主要栏目

### 拥有节目
- 都市时光
- 经济30分
- 阳光汇
- 经济之窗
- 健康大观园
- 宁夏新闻联播
- 新闻早点到
- 新闻空间站

### 引进节目
- 朗威平说
- 杨澜访谈录
- 开心就好

### 评选活动
- 宁夏经济人物评选